# 해피 호건
해피 호건(Happy Hogan)은 마블 코믹스 세계에 등장하는 캐릭터로, 아이언맨을 지원하는 캐릭터이다.

## 담당 배우

### 영화
- 아이언맨 (2008) - 존 패브로
  - 아이언맨 2 (2010) - 존 패브로
  - 아이언맨 3 (2013) - 존 패브로
  - 스파이더맨: 홈커밍 (2017) - 존 패브로
  - 어벤져스: 엔드게임 (2019) - 존 패브로
  - 스파이더맨: 파 프롬 홈 (2019) - 존 패브로
  - 스파이더맨: 노 웨이 홈 (2021) - 존 패브로